# Gonçalo da Silveira
Gonçalo da Silveira, S.J. (23 de fevereiro de 1521 - 6 de março de 1561) foi um missionário jesuíta português e explorador na África Austral.

## Biografia
Silveira nasceu em Almeirim, Portugal. Foi o décimo filho de Dom Luís da Silveira, primeiro conde de Sortelha, e de Dona Beatriz Coutinho, filha de Dom Fernando Coutinho, Marechal do Reino de Portugal. Perdendo os pais na infância, foi criado pela irmã Filipa de Vilhena e pelo marido, o Marquês de Távora.
Silveira foi educado pelos Frades Menores do convento de Santa Margarida até 1542, data em que entrou  na Universidade de Coimbra, ao fim dum ano em 9 de junho de 1543, foi recebido na Companhia de Jesus pelo Padre Miron, reitor do colégio jesuíta de Coimbra .
Silveira foi nomeado em 1555. A nomeação foi aprovada por Santo Inácio de Loyola alguns meses antes de sua morte. O mandato de Gonçalo na Índia durou três anos. Costumava dizer que Deus lhe dera a grande graça da inadequação para o governo – aparentemente baseando-se em uma certa falta de tato ao lidar com a fraqueza humana.
O provincial seguinte, António Quadros, enviou Silveira ao campo missionário inexplorado do sudeste da África. Desembarcando em Sofala em 11 de março de 1560, da Silveira seguiu para Otongwe perto do Cabo das Correntes. Lá, durante sua estadia de sete semanas, ele instruiu e batizou o chefe de etnia Makaranga, Gamba, mais cerca de 450 pessoas. Perto do final do ano, ele começou a subir o rio Zambeze para uma expedição à capital do Império Monomotapa, que parece ter sido a vila de N'Pande no Zimbábue, perto do rio M'Zingesi, um afluente do sul do rio Zambeze. Ele chegou lá em 26 de dezembro de 1560, e permaneceu aí até sua morte. Durante este período ele batizou o rei e um grande número de seus súbditos. Alguns árabes de Moçambique se revoltaram contra o missionário, e Silveira foi estrangulado em sua choça por ordem do rei.
| “ | Vê do Benomotapa o grande Império, De selvática gente, negra e nua, Onde Gonçalo morte e vitupério Padecerá, pela fé santa sua. | ” |
|   | — Luís de Camões, Os Lusiadas, Canto X, Estância XCIII.                                                                         |   |

A expedição enviada para vingar a morte de Silveira nunca chegou ao seu destino, enquanto seu apostolado terminou abruptamente por falta de missionários para continuar seu trabalho.

## Legado
- H. Rider Haggard basearia o personagem fictício, José Silvestre, em Silveira em seu romance de 1885, As Minas do Rei Salomão .
- A Silveira House, um centro de desenvolvimento jesuíta no Zimbábue, recebeu o seu nome.
- Fundação Gonçalo da Silveira, uma Organização Não Governamental para o Desenvolvimento (ONGD), fundada em 2004 pela Província Portuguesa da Companhia de Jesus.[1]